# Turpizm
Turpizm (łac. turpis „brzydki”) – zabieg literacki polegający na wprowadzeniu do utworu elementów brzydoty w celu wywołania szoku estetycznego. Tendencja występująca w niektórych kierunkach poetyckich 2. połowy XX wieku, której cechą jest antyestetyzm i swoisty kult brzydoty. 

## Turpizm polski
W poezji polskiej turpizm pojawił się po 1956 roku i posługiwali się nim: Stanisław Grochowiak, Ernest Bryll, Andrzej Bursa i inni. Programowo przedstawiciele turpizmu włączyli do swoich utworów motywy brzydoty, kalectwa, choroby, śmierci. Opisywali przedmioty, krajobrazy i zjawiska odrażające (zniszczenie, przemijanie, starzenie się, rozkład), co miało służyć uwiarygodnieniu przedstawionej wizji świata, pomóc w afirmacji rzeczywistości ze wszystkimi jej aspektami.
Wolę brzydotę
Jest bliżej krwiobiegu
Słów gdy prześwietlać
Je i udręczać
napisał Grochowiak w wierszu „Czyści”, a w artykule „Turpizm, realizm, mistycyzm” tak odpierał oskarżenia o efekciarstwo wysyłane pod adresem turpistów:
Turpiści – o ile rozumiem nas, turpistów, dobrze – nawet w najdalej posuniętym akcie buntu (czy przeciwko życiu, czy przeciw tradycji literackiej) wyrażają ostatecznie postawę afirmatywną. Żaden turpista nie przeraża tylko po to, by przerażać, żaden nie krzyczy, aby usłyszano, jaki ma silny głos. I znowu nie rekwizyty decydują, ale postawy.
Określenie zostało wprowadzone przez Juliana Przybosia w Odzie do turpistów, w której krytykował Stanisława Grochowiaka, Różewicza i innych twórców zaliczonych przez niego do tej grupy. 
Poezja turpistyczna stanowiła protest pokoleniowy.

## Poza literaturą
Turpizm przejawia się też w innych dziedzinach sztuki, na przykład w malarstwie.